# Etzella Ettelbrück
Der Football Club Etzella Ettelbrück, besser unter den Abkürzungen FC Etzella oder Etzella Ettelbrück bekannt, ist ein luxemburgischer Fußballverein aus Ettelbrück.

## Geschichte
Der am 21. Mai 1917 gegründete Verein musste sich 1940, in der Besatzungszeit durch Deutschland, in Fußballverein  Ettelbrück umbenennen. 1944 erhielt der Verein den Originalnamen zurück. Der erste große Erfolg der Vereinsgeschichte war der Aufstieg in die Nationaldivision 1971. Dreißig Jahre später erfolgte 2001 der Sieg im Luxemburger Pokal.
Der nationale Pokalsieg hatte einen erstmaligen Auftritt auf der internationalen Bühne zur Folge. 2001/02 spielte der Klub im UEFA-Pokal. Dort schied man allerdings nach zwei Niederlagen gegen Legia Warschau bereits in der Qualifikation aus. Im UEFA Intertoto Cup gelang dem Verein 2008 überraschenderweise der Einzug in die 2. Runde. Nach zwei Unentschieden gegen den georgischen Vertreter Lokomotive Tiflis kam Etzella wegen der mehr erzielten Auswärtstore weiter. In der folgenden Runde trotzen die Luxemburger dem russischen Verein Saturn Ramenskoje zwar zu Hause erneut ein Unentschieden ab, hatten nach einer deutlichen Hinspielniederlage jedoch keine Chance mehr, auch die dritte Runde zu erreichen.
Seit 1981 werden die Heimspiele des Vereins im Stade du Centre Sportif Um Deich ausgetragen.

## Europapokalbilanz
| Saison  | Wettbewerb         | Runde                  | Gegner                 | Gesamt    | Hin     | Rück    |
| ------- | ------------------ | ---------------------- | ---------------------- | --------- | ------- | ------- |
| 2001/02 | UEFA-Pokal         | Qualifikation          | Legia Warschau         | 1:6       | 0:4 (H) | 1:2 (A) |
| 2003/04 | UEFA-Pokal         | Qualifikation          | NK Kamen Ingrad Velika | 1:9       | 1:2 (H) | 0:7 (A) |
| 2004/05 | UEFA-Pokal         | 1. Qualifikationsrunde | Haka Valkeakoski       | 2:5       | 1:2 (A) | 1:3 (H) |
| 2005/06 | UEFA-Pokal         | 1. Qualifikationsrunde | Keflavík ÍF            | 0:6       | 0:4 (H) | 0:2 (A) |
| 2006/07 | UEFA-Pokal         | 1. Qualifikationsrunde | Åtvidabergs FF         | 0:7       | 0:4 (A) | 0:3 (H) |
| 2007/08 | UEFA-Pokal         | 1. Qualifikationsrunde | HJK Helsinki           | 0:3       | 0:2 (A) | 0:1 (H) |
| 2008    | UEFA Intertoto Cup | 1. Runde               | Lokomotive Tiflis      | (a)2:2(a) | 0:0 (H) | 2:2 (A) |
| 2008    | UEFA Intertoto Cup | 2. Runde               | Saturn Ramenskoje      | 1:8       | 0:7 (A) | 1:1 (A) |

Gesamtbilanz: 16 Spiele, 3 Unentschieden, 13 Niederlagen, 7:46 Tore (Tordifferenz −39)

## Erfolge
- Luxemburger Pokal
  - Sieger: 2001
  - Finalist: 2003, 2004, 2019
- Luxemburger Ligapokal
  - Sieger: 2019

## Trainer
- Louis Pilot (1985–1988, 1990)
- Luc Holtz (1999–2008, Spielertrainer)
- Niki Wagner (2013–2015)
- Claude Ottelé (2015–2019)
- Neil Pattison (2019–2022)

## Spieler
| - Luc Holtz (1999–2008) - Alphonse Leweck (2001–2010, 2011–2014) - Daniel da Mota (2002–2007, 2022–2023) - Eric Hoffmann (2002–2009) - Charles Leweck (2003–2010, 2011–2014) | - Claudio da Luz (2004–2011) - Jacques Plein (2004–2011) - Claude Reiter (2007–2010) - Gauthier Remacle (2008–2011) - David Turpel (2010–2014) | - Alexander Adrian (2014–2016) - Uğur Dündar (2015) - Cataldo Cozza (2015–2016) - Diogo Pimentel (2016–2020) - Raphael de Sousa (2019–2023) | - Fatjon Celani (2021–2022) |